# Pentetrazol
Pentetrazol, INN, (Handelsname Cardiazol)  ist ein bicyclisches Tetrazol-Derivat. Es wird als Kreislaufstimulans verwendet und regt die im Gehirn gelegenen Zentren der Atmung und der Herztätigkeit an. In hohen Dosen löst es Krämpfe aus, weshalb es früher auch zur Schocktherapie (Cardiazolkrampfbehandlung der Schizophrenie) verwendet wurde.

## Darstellung
6,7,8,9-Tetrahydro-5H-tetrazolo-azepin entsteht durch Einwirkung von zwei Molekülen Stickstoffwasserstoffsäure auf ein Molekül
Cyclohexanon. Eine weitere dreistufige Synthese geht vom Caprolactam, welches im ersten Schritt mittels Dimethylsulfat methyliert und danach mit Hydrazin umgesetzt wird. Der Ringschluss zum Tetrazol erfolgt im letzten Schritt mit Natriumnitrit in Gegenwart von Essigsäure.

## Eigenschaften
Pentetrazol bildet farblose Kristalle, die bei 57 °C–60 °C schmelzen. Das Eutektikum mit Benzil schmilzt bei 39 °C. Die saure Hydrolyse in Gegenwart von Salzsäure ergibt 1,5-Pentandiamin, Stickstoff und Kohlendioxid.

## Bedeutung
Das 1926 in die Therapie eingeführte Pentetrazol (Cardiazol) wurde 1923 vom deutschen Chemiker Karl Friedrich Schmidt entdeckt. Der ungarisch-amerikanische Neurologe und Psychiater Ladislas J. Meduna verwendete das analeptisch wirkende Pentetrazol erstmals 1934 und führte es 1935/1936 zur Cardiazolkrampfbehandlung der Schizophrenie ein. Die Anwendung löste hauptsächlich Krämpfe aus, und so wurde Pentetrazol vorwiegend in der Schocktherapie eingesetzt. Die Zulassung zur Anwendung wurde 1982 durch die Food and Drug Administration entzogen. Im Jahr 2007 berichtete Untersuchungen zeigen eine potenzielle Wirksamkeit in einem Mausmodell des Down-Syndroms.